# 3568 ASCII
3568 ASCII là một tiểu hành tinh vành đai chính được phát hiện bởi Marguerite Laugier ngày 17 tháng 10 năm 1936.